# Drosophila ritae
Drosophila ritae är en tvåvingeart som beskrevs av Patterson och Wheeler 1942. Drosophila ritae ingår i släktet Drosophila och familjen daggflugor.
Artens utbredningsområde är Mexiko och delstaterna Arizona och Texas i USA.